# Аладдін
Аладді́н або Ала ад-Дін (араб. علاء الدين, Alāʼ ad-Dīn, [ʕalaːʔ adˈdiːn], дослівно — благородство віри) — казка тисяча й однієї ночі та ім'я її головного героя. Вперше казку записав французький сходознавець, антиквар, перекладач Антуан Галлан, який і включив її до перекладу «Тисячі й однієї ночі» французькою мовою. До оригінального циклу казок вона не належала і її раніші записи невідомі. Тому деякими дослідниками припускається, що її автором (принаймні частково) є сам Галлан.
Казка «Аладдін» (інша назва «Чарівна лампа») змальовує середньовічний Схід. Юнак Аладдін знаходить чарівну лампу та звільняє звідти джина, котрий виконує бажання Аладдіна, поки на заваді йому не стає злий чаклун, який хоче привласнити джина. Казка містить елементи різних культур, але традиційно місцем її дії вважається арабський світ.
Пригоди Аладдіна здобули велику популярність, перекладені на десятки мов, багаторазово екранізовані. За мотивами казки створені мультсеріали, театральні постановки.

## Сюжет

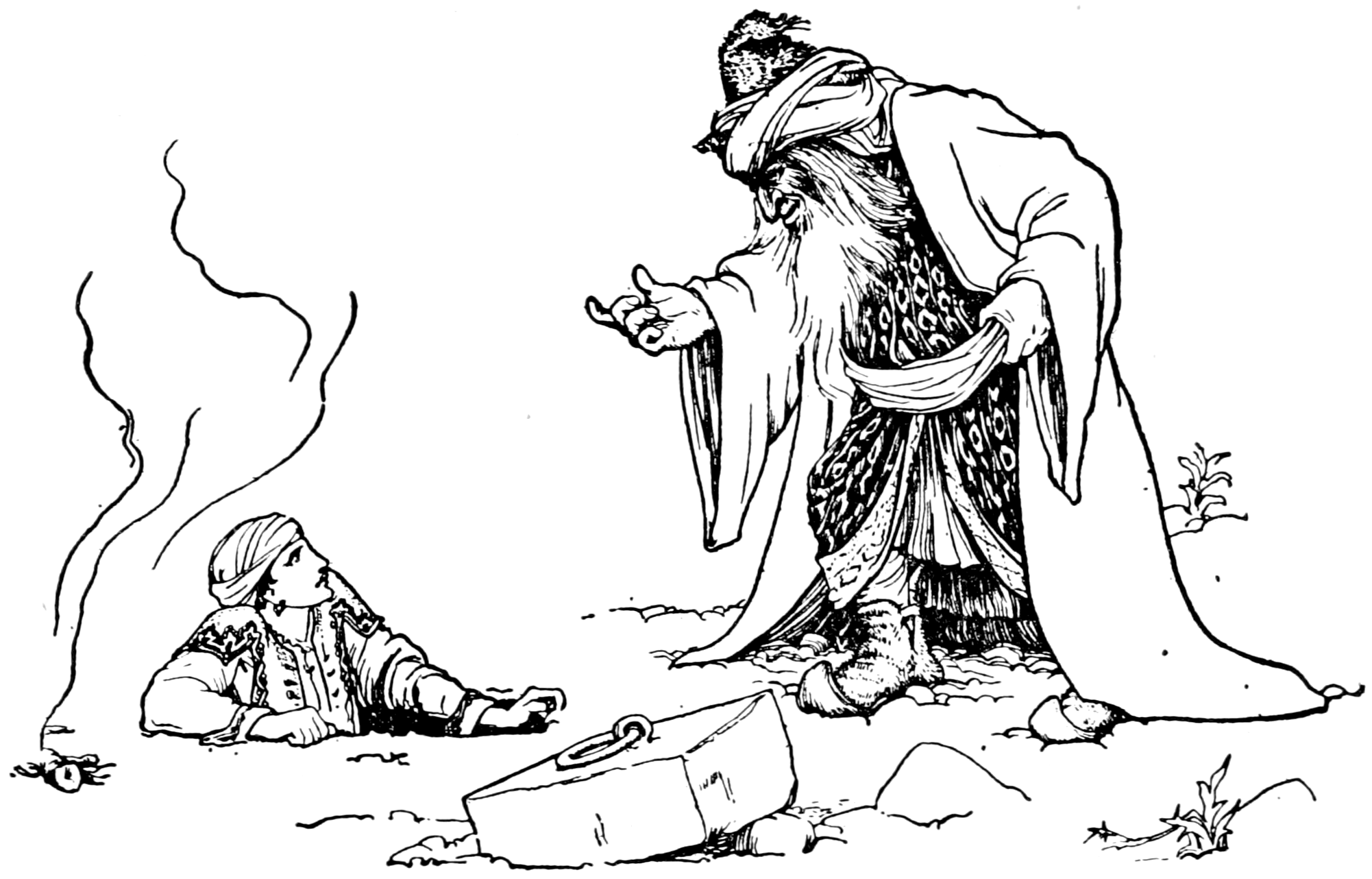
Аладдін і чаклун

Аладдін — бідний юнак, що живе з матір'ю в «одному китайському місті». Якось місто відвідує африканський чаклун із Магрибу та помічає Аладдіна. Збрехавши, що він його дядько, чаклун робить матері Аладдіна дорогі подарунки. Він обіцяє добре виховати юнака та навчити його торгувати. Вночі чаклун веде Аладдіна за місто та показує приховане підземелля. Він наказує юнакові спуститися туди й узяти лампу — але не торкатися нічого іншого, — тоді Аладдін отримає усі багатства, які забажає. Взявши даний чаклуном перстень, Аладдін спускається в підземелля та виходить у саду, наповненому коштовним камінням. Набравши самоцвітів, він бере лампу та вирушає назад. Але він не може вилізти на поверхню, а чаклун вимагає, щоб Аладдін спершу дав йому лампу. Коли той відмовляється, чаклун закриває підземелля.
Випадково Аладдін зачіпає перстень і це викликає джина, котрий обіцяє виконати бажання. Аладдін бажає вибратися з підземелля та опиняється на поверхні. Він повертається до матері та розповідає, що гаданий дядько — самозванець. Пізніше мати вирішує почистити лампу, щоб продати її. Потерши її, вона ненавмисне викликає іншого джина. Спершу Аладдін з матір'ю бажають мати хорошу їжу. Джин дає їм страви на срібних тарілках, а Аладдін задешево продає тарілки, не здогадуючись про їхню справжню ціну. Потім він знайомиться з купцями та розуміє, що виніс із підземелля не кольорові скельця, як думав, а дорогоцінне каміння. Він багатіє та стає хорошим купцем.

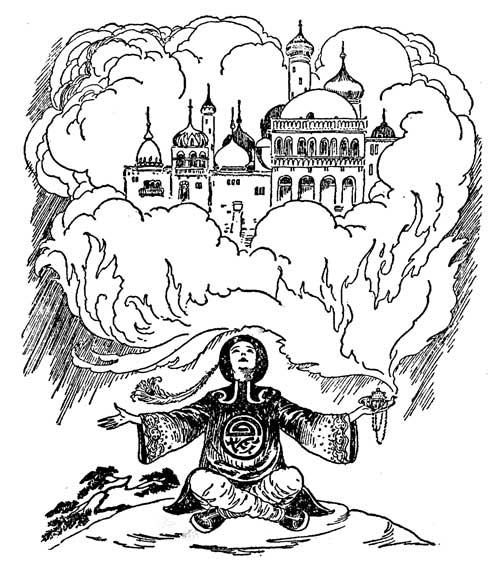
Бажання Аладдіна

Одного разу Аладдін бачить доньку султана, принцесу Бадр аль-Будур, та закохується в неї. Мати кілька днів ходить до палацу султана і правитель вирішує вислухати її. Жінка показує таріль з самоцвітами, побачивши які, султан оголошує, що Аладдін гідний одружитися з його дочкою. Та невдовзі виявляється, що султан уже видав дочку за сина свого візира. Аладдін наказує джину викрасти суперника та замкнути його в підвалі, поки той не попросить султана скасувати одруження. Султан тоді погоджується видати принцесу за Аладдіна за однієї умови: що Аладдін надішле йому великі скарби. Джин дає такий скарб і правитель дозволяє Аладдіну одружитися з Бадр аль-Будур. Потім джин будує для хазяїна розкішний палац, але візир підозрює, що все це здобуто чаклунством. Але Аладдін гідно розпоряджається багатством, роздає скарби простим людям, шанує султана і захищає країну від ворогів.
Згодом чаклун довідується про Аладдіна та розуміє, що він заволодів лампою з джином. Чаклун бажає захопити лампу, він переодягається продавцем і розповідає, що міняє старі лампи на нові. Принцеса вимінює лампу з джином, не здогадуючись про її силу. Чаклун викликає джина й наказує йому перенести палац разом з усім усередині до нього додому в Магриб. Султан тоді наказує схопити Аладдіна та привести до нього. Він хоче стратити Аладдіна, але народ бунтує і султан обіцяє не вбивати поки що їхнього улюбленця. Він дає Аладдіну сорок днів на пошуки дочки.
Аладдін все ще має чарівний перстень і може викликати меншого джина. Джин персня не може скасувати магію джина лампи, але він переносить Аладдіна до Магрибу. Аладдін пробирається в палац, де принцеса розповідає йому, що чаклун хоче одружитися з нею, а лампу завжди носить за пазухою. Тоді він готує для чаклуна вино з дурманом. Випивши отруту, лиходій помирає і принцеса впускає Аладдіна в палац. Викликавши джина, Аладдін наказує повернути палац на місце.
Але в чаклуна є молодший брат, який прибуває помститися. Він убиває благочесну жінку та переодягається в її одяг. Він обманює принцесу, сказавши, що вміє зцілювати будь-які хвороби, і вона вирішує лишити самозванця в палаці. Тоді лиходій підмовляє принцесу добути яйце птаха Рух. Аладдін просить джина виконати це, але джин гнівається, бо добути яйце Рух — це великий гріх. Джин каже, що Аладдін не міг би побажати такого зла, а це міг зробити лише брат чаклуна. Тоді Аладдін вдає з себе хворого та просить відвести його до «цілительки». Опинившись поруч, він заколює самозванця кинджалом і показує хто ховався під жіночим одягом.
Потім Аладдін успадкував трон султана і правив багато років, започаткувавши довгий царський рід.

## Місце дії
Вступ у оригінальній версії стверджує, що дія відбувається в «одному китайському місті». Проте в решті оповіді практично все вказує на Близький Схід. Наприклад, правителя називають султаном, йому служить візир, а мова персонажів сповнена мусульманських фразеологізмів. Злий чаклун прибуває з півночі Африки, а коштовності скуповує єврей.
Разом з тим у Китаї проживають мусульманські етнічні групи, включаючи уйгурів і хуейцзу, а також таджиків. Відомо, що ісламські громади існують у регіоні з часів династії Тан. Передбачуваним місцем дії може бути Туркестан (що охоплює Центральну Азію та сучасну китайську автономну область Сіньцзян у Західному Китаї).
Також відомо, що в арабській культурі під Китаєм могла розумітися будь-яка екзотична, далека країна.

## Поява казки в Європі

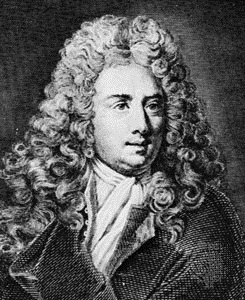
Антуан Галлан

### Антуан Галлан
Включення «Аладдіна» до «Тисячі й одної ночі» виконав Антуан Галлан, який служив секретарем французького посла в Константинополі в XVII столітті. Він працював над «Бібліотекою Сходу» (Bibliothèque Orientale), науковою енциклопедією французькою мовою та перекладав казки «Тисячі й одної ночі». Галлан опублікував переклад «Аладдіна» французькою в 1712 році, зазначивши в щоденнику, що вперше почув цю казку від сирійського переписувача й оповідача з Алеппо на ім'я Ханна Діяб 8 травня 1709 року. Діяб був маронітом, сирійським християнином, від якого Галлан також записав казку «Алі Баба та сорок робійників». Раніші записи цієї казки невідомі, тому неможливо визначити на скільки Галлан змінив текст. Змішання елементів різних культур утім є і в інших казках «Тисячі й однієї ночі».

### Історія виявлення та перекладу
Галлан почав свій переклад «Тисяча і однієї ночі» в 1704 р. Якщо вірити щоденникам самого Галлана, дізнатися про існування казки йому вдалося в такий спосіб: 25 березня 1709 року він зустрівся з маронітським вченим на ім'я Ханна Діяб, привезеним з Алеппо в Париж прославленим мандрівником по країнам Сходу Полом Лукасом.
Дослідник життя і творчості Галлана Джон Пейн вважає, що на той час з друку вже вийшли перші шість томів перекладу, (1704—1705 рр.). Томи 7 і 8 також вийшли або готувалися до видання. Ханна незабаром почав відчувати симпатію до допитливого француза, і далі запропонував допомогти йому в здійсненні наступних томів, обіцяючи забезпечити його багатим матеріалом, яким він як оповідач прекрасно володів.
«Він розповів мені, — пише Галлан — кілька витончених арабських казок, які сам же зголосився пізніше для мене записати». Після чого в щоденнику з'являється лакуна, і такий запис відноситься вже до 5 травня: «Мароні Ханна закінчив розповідати мені історію про Лампу».
Ханна залишався в Парижі аж до осені того ж року, і скориставшись цим часом Галлан встиг записати кілька інших історій, пізніше включених їм в 9-12 томи свого дослідження [8] Це були «Баба-Абдалла» і «Сиди Ну'уман», (13 травня 1709 р.) «Чарівний кінь», (22 травня 1709) «Принц Ахмед і Парі Бану», (25 травня, 1709) «Дві старші сестри, що заздрили молодшій», (27 травня, 1709) «Алі Баба і сорок розбійників», (29 травня, 1709), «Ходжа Хассан Альхаббал» і нарешті 31 травня 1709 р. «Алі Ходжа».
Мароніт Ханна вирушив додому ймовірно, в жовтні 1709 року, бо в щоденнику Галлана з'являється новий запис: «25 жовтня. Сьогодні ввечері отримав лист від Ханни з Марселя. Писано по-арабськи, датовано 17 числом, пише, що прибув туди в доброму здоров'ї».

І нарешті, 10 листопада в щоденнику з'являється ще один запис, присвячена казці про Аладдіна:
Вчора взявся читати арабську казку про Лампу, яку понад рік тому записав для мене на арабському же мові мароніт з Дамаска — його привозив з собою мсьє Лукас. Треба буде перевести її на французький. До ранку дочитав цілком. Ось її повна назва: "Історія про Аладдіна, сина кравця, і пригоди, що випали на його долю з вини африканського чаклуна і за допомогою лампи.
Галлан негайно засів за переклад, який був закінчений через два тижні. XI тому «1001 ночі» включав в себе розповіді Ханни був остаточно переведений на французьку мову, якщо вірити щоденнику, 11 січня 1711 р. І нарешті, запис в щоденнику від 24 серпня 1711 відзначає, що Галлан завершив підбір казок, які збирався в майбутньому включити в 11 том свого видання.
Історик Жером Лентен знайшов у 1993 році в бібліотеці Ватикану тревелог Діяба, написаний у середині XVIII століття. Там письменник описує свої важкі юні роки, бажання стати торговцем і враження від Версальського палацу. Це дає підстави вважати, що Діяб у образі Аладдіна зобразив самого себе.

### Сумніви у достовірності

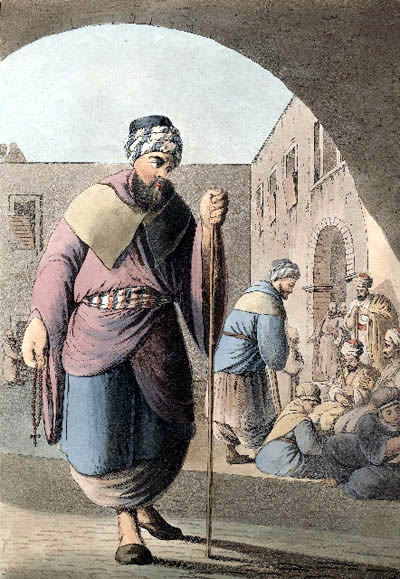
Маронітський паломник. Кінець XIX століття.

Публікації 8 тому «1001 ночі» супроводжував досить неприємний інцидент, до якого, однак, сам Галлан не мав ніякого стосунку. Сам він спеціально пояснив в передмові до видання, що казки «Зейн Ал-Аснам», «Кодадад і його брати», а також «Принцеса Дарьябар» не мали жодного стосунку до арабського фольклору і були самовільно додані видавцем, що побажали таким чином заповнити «прогалину». Казки ці були перського походження і стали відомі у Франції завдяки запису іншого фольклориста — Пьєра де ла Круа, «професора і читця короля в тому, що стосується перекладу з арабської мови», і становили частину збірки дійсно дуже схожої на «1001 ніч», однак під назвою hezar-o-yek ruz — тобто «Тисяча і один день». Запозичення було зроблено без відома де ла Круа і без відома Галлана, який, обурившись подібним самоуправством, змушений був затримати публікацію наступного тому і змінити видавця, і більш того, спеціально застерігав, що «зайві» казки повинні бути вилучені з другого видання. Смерть перешкодила йому виконати цей намір.
Невідомо, чи ця історія була приводом для сумнівів більш пізніх дослідників щодо автентичності казки, або ж той факт, що після смерті Галлана ні в його архіві, ні де або ще не вдалося знайти арабського оригіналу «Аладдіна», більш того — казка ця не містилася в жодному з відомих на той час відомих рукописів «1001 ночі», тож з'явились думки, що казку цю — а можливо і кілька інших — Галлан склав сам, користуючись своїм знанням життя на арабському Сході і додав в свою збірку, щоб таким чином збільшити її обсяг. Варто зауважити, що скептики в своїх припущеннях аж ніяк не одностайні, але погоджуються між собою, що Галлан нібито не гидував літературними фальсифікаціями, і не сходяться в тому, скільки казок належить його перу.
Називалися від 2-3 («Зейн Аль-Аснам», «Пробудження сплячого» і нарешті «Аладдін») аж до сміливого припущення, що справжніми є не більше 282, всі інші винайдені Галланом, що сформували таким чином на століття європейське бачення Сходу. Найбільш обережно висловився в цій дискусії професор Генрі Палмер, який відзначив, що деякі казки «1001 ночі», можливо, мають перські коріння і пов'язані з відомим циклом про Гаруні-ар-Рашид.

### Варіації
У англійському перекладі Річарда Бертона 1885 року Аладдін, як у варіанті Галлана, живе «в одному китайському місті». Ілюстрації вікторіанської епохи зображують персонажів казки як китайців серед китайської архітектури. Тільки в екранізаціях XX століття дія переміщується у декорації мусульманського світу. Також екранізації згладили образ Аладдіна, котрий на початку оригінальної казки ледачий і скупий, а його батько помирає, так і не навчивши Аладдіна ремеслу. З часом два джина з казки (джин персня та джин лампи) злилися в одного. Зникли син візира та брат чаклуна. В першоджерелі крім того джин здатен виконати скільки завгодно хазяїну бажань, тоді як пізніші варіанти накладають обмеження в три бажання.

## Екранізації
- «Пригоди принца Ахмеда»[de] — німецька анімація 1926 року.
- «Аладдін та його чарівна лампа»[en] — дві американські короткометражні серії з мультсеріалу «Моряк Попай».
- «1001 арабська ніч»[en] — американська анімація 1959 року.
- «Чарівна лампа Аладдіна» — радянський фільм 1966 року, зйомки проходили в Криму.
- «Аладдін та його магічна лампа»[fr] — французький фільм 1970 року.
- «Аладдін і його чарівна лампа» — американський телефільм 1986 року. Режисер — Тім Бертон, у головній ролі — Роберт Керрадайн.
- «Аладдін» — американський мультфільм студії Walt Disney 1992 року.
- «Повернення Джафара» — другий мультфільм студії Walt Disney 1994 року.
- «Аладдін і Король розбійників» — продовження від студії Walt Disney 1996 року.
- «Аладдін»[en] — індійський фільм 2009 року.
- «Тисяча і одна ніч. Аладдін і Шахерезада» — італійський телефільм 2012 року. У головних ролях — Марко Боччі і Ванесса Есслер.
- «Аладдін» — американський кінофільм 2019 року. Режисер — Гай Річі, у головній ролі — Мена Массуд.